# Sparassis brevipes
Sparassis brevipes är en svampart som beskrevs av Julius Vincenz von Krombholz 1834. Sparassis brevipes ingår i släktet Sparassis och familjen Sparassidaceae.   Inga underarter finns listade i Catalogue of Life.

## Bildgalleri

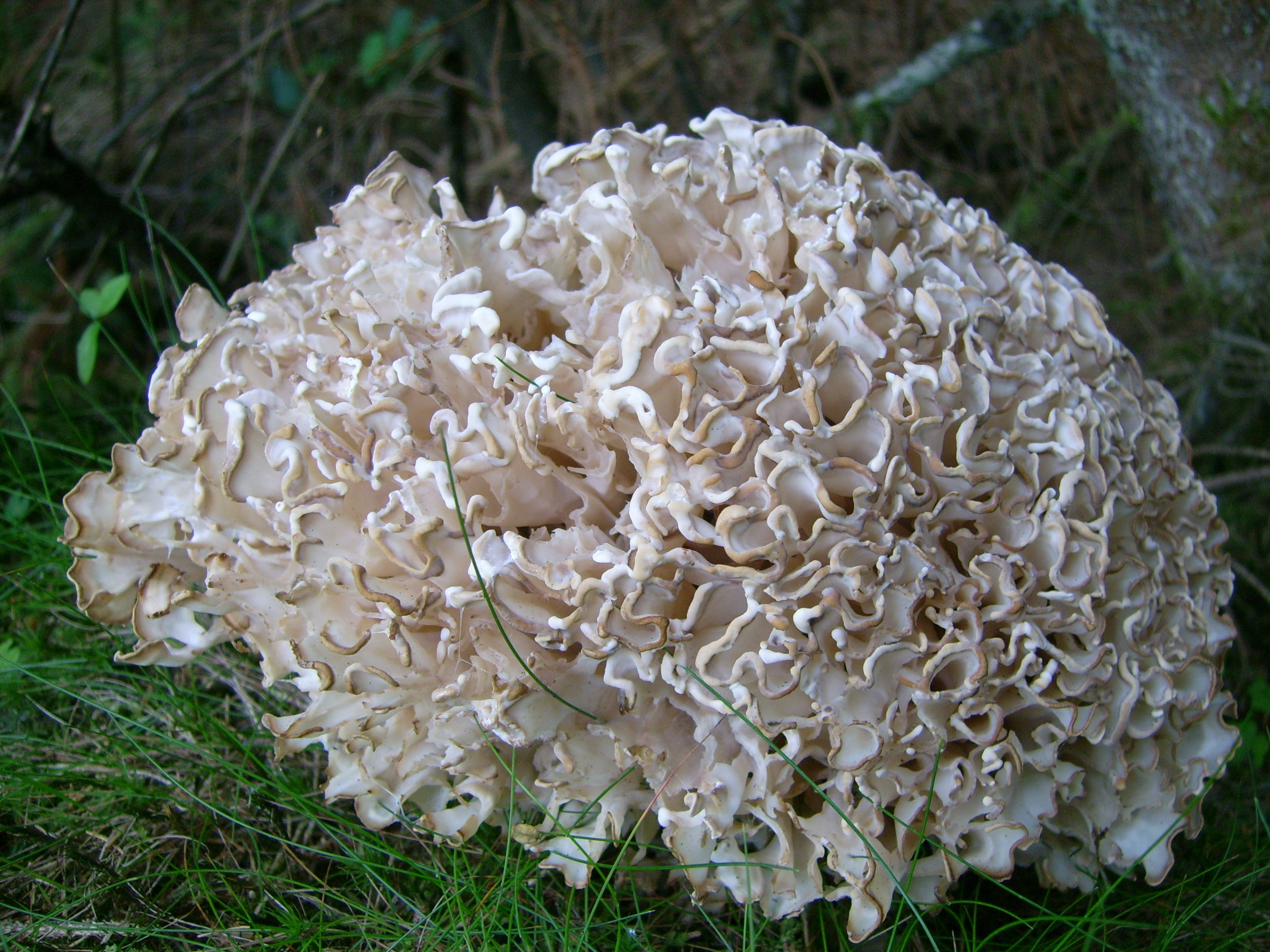